# Iraq National Oil Company
Iraq National Oil Company (INOC; arabisch شركة النفط الوطنية العراقية, DMG Šarikat an-Nafṭ al-Waṭaniyya al-ʿIrāqiyya) ist ein irakisches Unternehmen mit Firmensitz in Bagdad. Eine Teilgesellschaft der INOC wurde als Northern Oil Company bezeichnet.
INOC entstand 1966 durch die irakische Regierung. In das Unternehmen wurden alle Bereiche der Erdölwirtschaft auf dem Staatsgebiet des Iraks eingebunden. Die Raffinerien im Irak waren bereits 1952 durch die Oil Refineries Administration unter irakischer Regierungskontrolle sowie der innerirakische Verkauf von Erdöl.
Bereits 1961 hatte die irakische Regierung das Gesetz Public Law 80 verabschiedet, wonach 95 Prozent der Erdölkonzessionen an ausländische Unternehmen entzogen wurden und die Gründung des Unternehmens INOC im Jahre 1964 angekündigt wurde.
1967 unterzeichneten der Irak und die Sowjetunion das Abkommen Iraq-Soviet Protocol, wodurch die Sowjetunion mit dem Unternehmen INOC technische und finanzielle Transfers vereinbaren konnte.
INOC war es seitens der irakischen Regierung verboten, mit ausländischen Unternehmen Partnerschaften einzugehen oder Konzessionen an ausländische Unternehmen zu vergeben.
1972 war die irakische Verstaatlichung der Erdölwirtschaft mit der Integration der Iraq Petroleum Company auf dem Gebiet des Iraks vollendet.